# ペリリュー・沖縄戦記
『ペリリュー・沖縄戦記 (With the Old Breed: At Peleliu and Okinawa) 』はアメリカ海兵隊員であったユージーン・スレッジによる回顧録。
1981年に初版が発行されてから、本書は第二次世界大戦中の太平洋戦区における最も優れた現場手記と言われる。
この回顧録は戦争中、スレッジが常に忍ばせ持ち歩いていたポケットサイズの聖書に記されたメモが元となっている。

## 発端
スレッジ自身の手記によれば、スレッジは回顧録を「ペリリューの後にパヴヴ島のキャンプ地で休息した」1944年より書き始め、その記録は「すぐに市民生活に戻る」1946年まで続けられた。
戦友たちに「スレッジハンマー」とあだ名されたスレッジは第1海兵師団第5海兵連隊第3大隊K中隊 (K/3/5) の一員となり60mm 迫撃砲兵としてペリリューと沖縄の戦いを経験した。
執筆中、この本の題名は『第二次世界大戦中の海兵隊迫撃砲兵 (A Marine Mortarman in World War II) 』とされていたが、のちにスレッジにより『底知れぬ闇の中へと (Into The Abyss) 』に変更された。
1981年に PRESIDIO PRESS から最終的な題名で初版が刊行された。

## 梗概
スレッジの回顧録は第二次世界大戦中の太平洋戦区での直接の体験が正直に誰にもはばかることがない視点で記録されている。彼の回顧録は前線での歩兵戦の手記である。
この記録は島から島への旅、ジャングルの暑さと雨、不快な汚泥、バンザイ・アタックへの恐怖と、太平洋方面作戦の絶望と人間性が失われたある種特異な状況へと読者を導いていく。
スレッジは直接的に戦闘中に（アメリカ軍よりかなり少ない数の）日本兵により見せられた残虐さと、両者とも互いに憎悪を抱いていることを書き記した。
スレッジ自身の言葉では「それは太平洋を舞台にした戦争特有の、理性のかけらもない、原始的な憎しみのぶつかり合いだった」とされた。
ある事例では、スレッジは彼と戦友たちが、性器が切り取られ口に詰められた残忍に殺された3人の海兵隊員のバラバラの遺体を横切ったと記した。
またスレッジは、海兵隊員たちによる戦死した日本兵への行い、死体から（ある場合は重症を負うもまだ生きていた日本兵からも）金歯を抜き取る行為や、同様の恐ろしい死の戦利品を得る行為も記録した。
彼は戦争を体験したことが無い人々がその思考過程が理解できるように、兵士たちの人間性や哀れみをゆっくりと剥ぎ取っていくその仕組みと過程を詳細に記した。
スレッジは戦場において、純然な生存のための物理的な争奪戦と、泥のような悪意と疲れ、絶え間ない恐怖によって衰弱していく様子を詳細に記した。
彼は「悪意と恐怖は手を取り合いやってくる」、
「我々の日常生活の重要な要素は歴史家たちから小さな警告を浴びてしまうがために、よく兵士たちの個人的な回想録からは省かれてしまう。私はそれにいつも困惑してしまう」、
海兵隊は雨宿りに問題を抱えながら、戦闘食を食べる時間を探し、排泄物処理のために（ペリリューのサンゴの岩に便所や便所穴を掘ることはできなかった）ペリリューでは砕いたサンゴの岩を、沖縄では泥の中を歩き回ったなどと記した。

## 出版物
- 1981: カルフォルニア、ノバト: Presidio Press. — 12197607
- 1983: ペーパーバック: トロント及び、ニューヨーク: Bantam Books. — ISBN 978-0-553-23055-0 — 82912620

(The Bantam war book シリーズ)
- 1990: ニューヨーク, ニューヨーク: Oxford University Press. — ISBN 978-0-19-506714-9 — 22653690

(Paul Fussell による前書)
- 1990: カルフォルニア、ノバト: Presidio. — ISBN 978-0-89141-119-2 — 21718513
- 1996: メリーランド、アナポリス: Naval Institute Press. — ISBN 978-1-55750-747-1 — 35132407

(Classics of naval literature シリーズ; Joseph H. Alexander による前書)
- 2001: メリーランド、プリンス・フレデリック: Recorded Books. — ISBN 978-0-7887-4879-0 — 48064872

(Audio-10 カセット)
- 2006: ニュージャージー、プリンストン: 失明者と失読症患者のために録音された。 — 70684214

(Audio-CD)
- 2007: ニューヨーク, ニューヨーク: Presidio Press:

(Victor Davis Hanson による前書)
トレード・ペーパーバック (8.2" x 5.5"): ISBN 978-0-89141-906-8 — 124046079
マスマーケット・ペーパーバック (6.8" x 4.2"): ISBN 978-0-89141-919-8 — 175295688
- 2010: イングランド・ロンドン: Ebury Press

トレード・ペーパーバック ISBN 978-0-09-193753-9 - 0091937531

### 日本語への翻訳版
- ユージン・B・スレッジ著　伊藤真・曽田和子訳『ペリリュー・沖縄戦記 （講談社学術文庫）』講談社、2008年。ISBN 978-4061598850。

### タイ語への翻訳版
- 2010 Matichon press より『แปซิฟิก สมรภูมิเดนตาย สหายร่วมรบ』 - ISBN 978-974-02-0614-9

### チェコ語への翻訳版
- 『Se starou gardou: na Peleliu an Okinawě, Universum』Michal Ulvr 訳 - ISBN 978-80-242-2922-5

## 翻案
- 2007:ケン・バーンズは第二次世界大戦のドキュメンタリー『戦争』の多くの部分を本書より用いて書き上げた。
- 2010:HBOは本書をロバート・レッキーの『南太平洋戦記（原題:Helmet for My Pillow、「ヘルメットを枕に」）』と共に、『バンド・オブ・ブラザース』の後を継ぐミニドラマシリーズ『ザ・パシフィック』の原作として用いた。この中ではジョゼフ・マゼロ演じるスレッジが時折ポケットサイズの聖書にメモを残すシーンが描かれている。